# Перлан
Перлан (исл. Perlan — «жемчужина») — городская котельная, здание с голубой полусферической крышей-куполом, находящееся на вершине холма Оскюлид (Öskjuhlíð), самом крупном холме Рейкьявика (Исландия). Незаселённый холм покрыт лесом, тем не менее, Перлан виден практически со всех концов города. 
Высота здания 25,7 метров (84.3 футов). Своим видом Перлан напоминает ромашку, каждый «лепесток» которой является резервуаром с горячей водой, подогреваемой термальными водами.
На первом этаже здания расположен зимний сад — выставочное пространство площадью около 10 тыс. м². Здесь проводятся концерты (в частности, в зимнем саду выступали Эмилиана Торрини и группа GusGus), выставки и ярмарки. Внутри расположено несколько магазинов. В одном из бывших водных резервуаров расположен Музей Саги (The Saga Museum), в котором выставлены восковые фигуры, рассказывающие о жизни и культуре исландцев.
На четвёртом этаже находится смотровая башня, на которой в каждом из шести углов башни установлены панорамные телескопы.
Над смотровой башней в стеклянной куполообразной вращающейся части здания находятся бар и ресторан. За два часа эта часть здания делает полный оборот вокруг своей оси. Ночью купол освещается огнями.

## Галерея

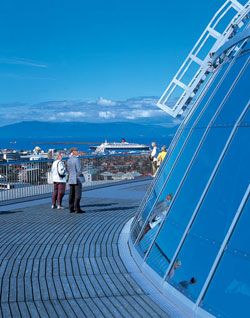
Смотровая башня
Вид на смотровую башню и скульптурный комплекс